# Derek Morris
Derek Terrence Morris (* 24. August 1978 in Edmonton, Alberta) ist ein ehemaliger kanadischer Eishockeyspieler, der im Verlauf seiner aktiven Karriere zwischen 1995 und 2014 unter anderem 1144 Spiele für die Calgary Flames, Colorado Avalanche, Phoenix Coyotes, New York Rangers und Boston Bruins in der National Hockey League auf der Position des Verteidigers bestritten hat. Seinen größten Karriereerfolg feierte Morris im Trikot der kanadischen Nationalmannschaft mit dem Gewinn der Goldmedaille bei der Weltmeisterschaft 2004.

## Karriere
Morris spielte in seiner Juniorenzeit in der kanadischen Juniorenliga Western Hockey League für die Regina Pats. Diesen blieb er zwei Spielzeiten lang treu und erreichte jedes Jahr die Play-offs.

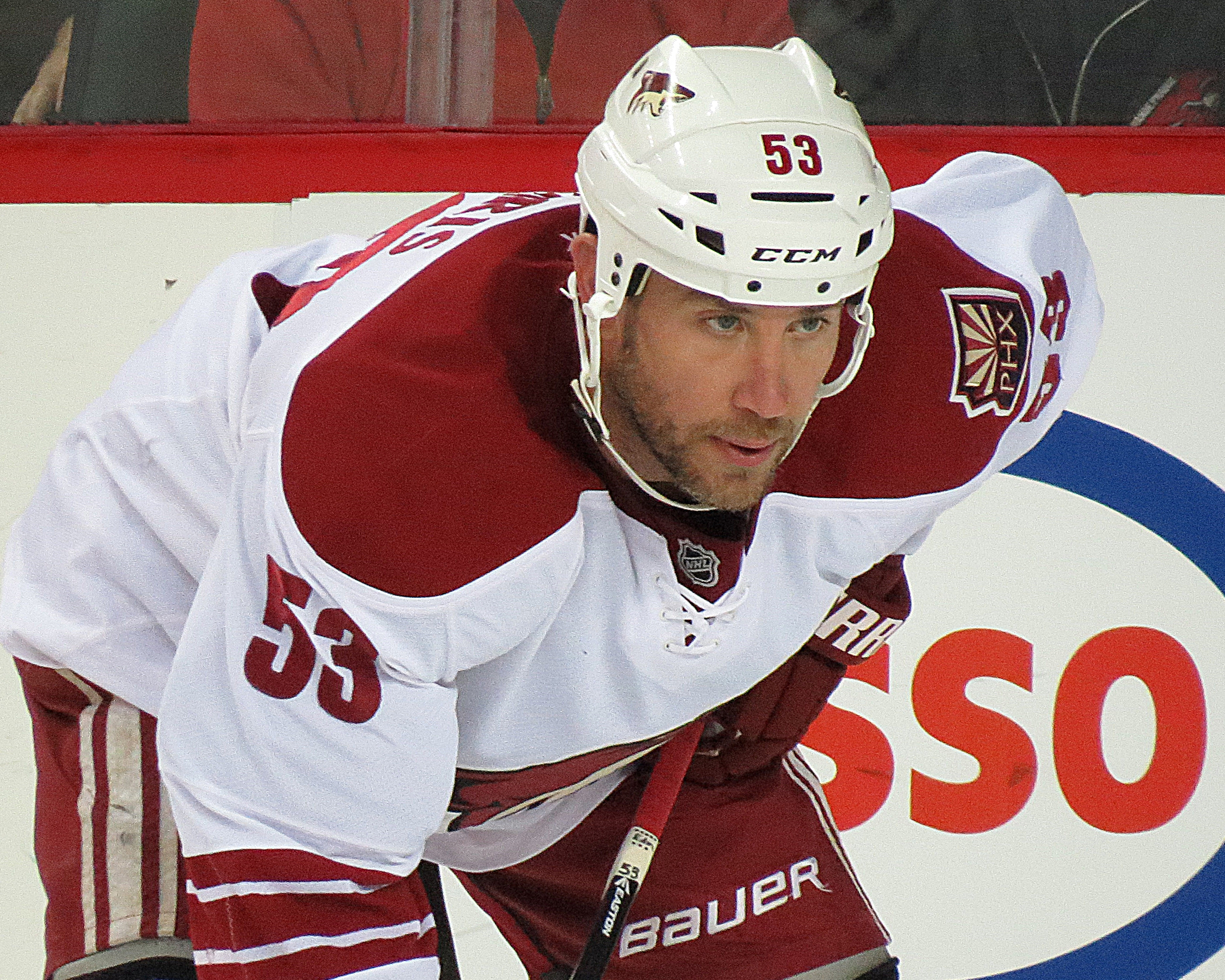
Morris im Trikot der Phoenix Coyotes (2013)

Nachdem Morris im NHL Entry Draft 1996 in der ersten Runde an 13. Stelle von den Calgary Flames ausgewählt worden war, holten ihn diese zum Ende der Saison 1996/97 erstmals in ihr Farmteam in der American Hockey League. Bei den Saint John Flames führte sich der Verteidiger gut ein. Ab der Saison 1997/98 gehörte er fest zum Kader der Calgary Flames. Im März 2002 führte ein von ihm abgefälschter Puck vom Schuss des gegnerischen Centers Espen Knutsen zum Tod der 13-jährigen Brittanie Cecil.
Insgesamt verblieb der Verteidiger bis zum Ende der Saison 2001/02 beim Team aus der Olympiastadt von 1988, ehe er im Oktober 2002 gemeinsam mit Dean McAmmond und Jeff Shantz zur Colorado Avalanche transferiert wurde. Im Gegenzug wechselten Chris Drury und Stéphane Yelle nach Calgary. Gleich in seinem ersten Jahr absolvierte Morris seine an Punkten gemessen beste Spielzeit in der NHL. Dennoch verließ er die Mannschaft aus Denver im Verlauf des Spieljahres 2003/04, als er mit Keith Ballard zu den Phoenix Coyotes wechselte, die dafür den finnischen Verteidiger Ossi Väänänen, Stürmer Chris Gratton und einen Draft-Wahlrecht nach Colorado abgaben.
Der Kanadier verblieb insgesamt fünf Jahre bei den Coyotes, lediglich unterbrochen durch Lockout-Saison 2004/05, in der er komplett pausierte. Im März 2009, wenige Monate bevor sein Vertrag auslief, transferierte ihn das Franchise aus Arizona zu den New York Rangers, die dafür Nigel Dawes, Dmitri Kalinin und Petr Průcha nach Phoenix schickten. Nachdem er im Sommer 2009 einen Vertrag bei den Boston Bruins unterschrieben hatte, holten ihn die Coyotes im März 2010 in einem Transfergeschäft zurück nach Arizona.

### International
Auf internationaler Bühne vertrat Morris sein Heimatland insgesamt drei Mal. Nachdem er mit Kanada bei den Weltmeisterschaften der Jahre 1999 und 2001 keine Medaille hatte gewinnen können, trug er beim WM-Sieg im Jahr 2004 fünf Assists bei.

## Erfolge und Auszeichnungen
- 1997 WHL East First All-Star Team
- 1998 NHL All-Rookie Team
- 2004 Goldmedaille bei der Weltmeisterschaft

## Karrierestatistik

### International
Vertrat Kanada bei:
- Weltmeisterschaft 1999
- Weltmeisterschaft 2001
- Weltmeisterschaft 2004

(Legende zur Spielerstatistik: Sp oder GP = absolvierte Spiele; T oder G = erzielte Tore; V oder A = erzielte Assists; Pkt oder Pts = erzielte Scorerpunkte; SM oder PIM = erhaltene Strafminuten; +/− = Plus/Minus-Bilanz; PP = erzielte Überzahltore; SH = erzielte Unterzahltore; GW = erzielte Siegtore; 1 Play-downs/Relegation; Kursiv: Statistik nicht vollständig)